# Carex sahnii
Carex sahnii là một loài thực vật có hoa trong họ Cói. Loài này được Ghildyal & U.C.Bhattach. mô tả khoa học đầu tiên năm 1985 publ. 1986.